# Чернуско-суль-Навильо
Чернуско-суль-Навильо (итал. Cernusco sul Naviglio) — город в Италии, в провинции Милан области Ломбардия.
Население составляет 28 687 человек (на 2004 г.), плотность населения составляет 2030 чел./км². Занимает площадь 13 км². Почтовый индекс — 20063. Телефонный код — 02.
В городе 16 августа особо празднуется Вознесение Девы Марии (Ассунта).